# Élections législatives de 1986 en Gironde
Les élections législatives françaises de 1986 ont lieu le 16 mars 1986. Dans le département de la Gironde, onze députés sont à élire dans le cadre d'un scrutin proportionnel par liste départementale à un seul tour.

## Élus
| Député élu            |  | Parti     |
| --------------------- |  | --------- |
| Jacques Chaban-Delmas |  | RPR       |
| Jean Valleix          |  | RPR       |
| Aymar Achille-Fould   |  | UDF (CDS) |
| Gérard César          |  | RPR       |
| Robert Cazalet        |  | UDF (PR)  |
| Catherine Lalumière   |  | PS        |
| Michel Sainte-Marie   |  | PS        |
| Pierre Garmendia      |  | PS        |
| Gilbert Mitterrand    |  | PS        |
| Pierre Sirgue         |  | FN        |
| Michel Peyret         |  | PCF       |

En sixième position sur la liste d'union de l'opposition, Jean-Claude Dalbos (RPR) remplace Aymar Achille-Fould, décédé en fonction le 11 avril 1986.

## Listes en présence

### Extrême gauche (LO)
| N° | Candidats             | Parti | Parti | Principales fonctions           |
| -- | --------------------- | ----- | ----- | ------------------------------- |
| 01 | Jean-François Mas     |       | LO    | Ajusteur                        |
| 02 | Marie-Hélène Marmisse |       | LO    | Employée de la Sécurité sociale |
| 03 | Gérard Barthélemy     |       | LO    | Employé d'hôpital               |
| 04 | Nelly Malaty          |       | LO    | Ouvrière métallurgiste          |
| 05 | Guy Lafon             |       | LO    | Aide-soignant                   |
| 06 | Dominique Bardanouve  |       | LO    | Agent de fabrication            |
| 07 | Denis Lacoste         |       | LO    | Employé de la Sécurité sociale  |
| 08 | Aline Barthélemy      |       | LO    | Employée PTT                    |
| 09 | Michel Bourquin       |       | LO    | Ajusteur                        |
| 10 | Isabelle Ufferte      |       | LO    | Infirmière                      |
| 11 | Jacques Raimbault     |       | LO    | Ouvrier                         |
|    |                       |       |       |                                 |
| 12 | Agnès Jamin           |       | LO    | Employée de bureau              |
| 13 | Daniel Martet         |       | LO    | Agent hospitalier               |

### Extrême gauche (LCR)
| N° | Candidats             | Parti | Parti | Principales fonctions            |
| -- | --------------------- | ----- | ----- | -------------------------------- |
| 01 | Alain Remoiville      |       | LCR   | Ouvrier de la chimie             |
| 02 | Marie-Thérèse Astruc  |       | LCR   | Ouvrière métallurgie             |
| 03 | Marie Jeanne Mainhagu |       | LCR   | Enseignante                      |
| 04 | Christian Lacour      |       | LCR   | Technicien SNPE                  |
| 05 | Brigitte Lopez        |       | LCR   | Institutrice                     |
| 06 | Patrick Puech         |       | LCR   | Agent EDF                        |
| 07 | Annie Carraretto      |       | LCR   | Infirmière                       |
| 08 | François Labrosse     |       | LCR   | Agent SNCF                       |
| 09 | Claude Camin          |       | LCR   | Ouvrier de la chimie             |
| 10 | José Sanchez          |       | LCR   | Ouvrier SNPE                     |
| 11 | Michel Bompa          |       | LCR   | Agent EDF                        |
|    |                       |       |       |                                  |
| 12 | Monique Nicolas       |       | LCR   | Éducatrice spécialisée           |
| 13 | Madeleine Giraud      |       | LCR   | Employée de la fonction publique |

### Extrême gauche (MPPT)
| N° | Candidats             | Parti | Parti | Principales fonctions           |
| -- | --------------------- | ----- | ----- | ------------------------------- |
| 01 | Claude Raymond        |       | MPPT  | Ancien maire de Floirac         |
| 02 | Jacques Reygrobellet  |       | MPPT  | Conseiller municipal de Lormont |
| 03 | Michelle Biais        |       | MPPT  | Aide hôtelière                  |
| 04 | Pierre-Louis Joubert  |       | MPPT  | Professeur de LEP               |
| 05 | Guy François          |       | MPPT  | Infirmier psychiatrique         |
| 06 | Jean-Luc Dommerc      |       | MPPT  | Employé                         |
| 07 | Marie-Thérèse Vignaud |       | MPPT  | Éducatrice spécialisée          |
| 08 | Véronique Haltebourg  |       | MPPT  | Étudiante                       |
| 09 | Edouard Demory        |       | MPPT  | Instituteur                     |
| 10 | Michel Trémon         |       | MPPT  | Universitaire                   |
| 11 | Paule Zerbib          |       | MPPT  | Assistante sociale              |
|    |                       |       |       |                                 |
| 12 | Gisèle Deligey        |       | MPPT  | Agent de bureau                 |
| 13 | Renée Mainhagu        |       | MPPT  | Infirmière                      |

### Parti communiste français
| N° | Candidats                | Parti | Parti | Principales fonctions                                                                     |
| -- | ------------------------ | ----- | ----- | ----------------------------------------------------------------------------------------- |
| 01 | Michel Peyret            |       | PCF   | Conseiller municipal de Bordeaux, instituteur                                             |
| 02 | Bernard Moncla           |       | PCF   | Maire de Bègles, ouvrier SNCF                                                             |
| 03 | Josiane Le Duy           |       | PCF   | Secrétaire médicale                                                                       |
| 04 | Jean Lafourcade          |       | PCF   | Retraité, maire de Saint-Pierre-d'Aurillac, conseiller général du canton de Saint-Macaire |
| 05 | Jacqueline Hernandez     |       | PCF   | Ouvrière, adjointe au maire de Cenon                                                      |
| 06 | Françoise Rojo           |       | PCF   | Infirmière                                                                                |
| 07 | Jean Demay               |       | PCF   | Médecin des hôpitaux                                                                      |
| 08 | Jacqueline Le Meilleur   |       | PCF   | Conseillère municipale de Blaye                                                           |
| 09 | Jean-Claude Cucurull     |       | PCF   | Ajusteur                                                                                  |
| 10 | Alain Chancogne          |       | PCF   | Employé de banque, conseiller municipal du Taillan-Médoc                                  |
| 11 | Jacques Soulé            |       | PCF   | Retraité Sécurité sociale, conseiller municipal du Bouscat                                |
|    |                          |       |       |                                                                                           |
| 12 | Renée Ballandras-Allione |       | PCF   | Directrice d'école honoraire                                                              |
| 13 | Raymond Lagardère        |       | PCF   | Pré-retraité, adjoint au maire de Saint-Symphorien                                        |

### Majorité présidentielle (PS-MRG)
| N° | Candidats                | Parti | Parti | Principales fonctions                                                                              |
| -- | ------------------------ | ----- | ----- | -------------------------------------------------------------------------------------------------- |
| 01 | Catherine Lalumière      |       | PS    | Députée sortante et conseillère municipale de Bordeaux, Secrétaire d'État aux Affaires européennes |
| 02 | Michel Sainte-Marie      |       | PS    | Député sortant et maire de Mérignac                                                                |
| 03 | Pierre Garmendia         |       | PS    | Député sortant, conseiller régional et premier adjoint au maire de Cenon                           |
| 04 | Gilbert Mitterrand       |       | PS    | Député sortant, conseiller régional et conseiller municipal de Libourne                            |
| 05 | Pierre Brana             |       | PS    | Cadre EDF-GDF, conseiller général du canton de Blanquefort, maire d'Eysines                        |
| 06 | Kléber Haye              |       | PS    | Député sortant                                                                                     |
| 07 | Pierre Lagorce           |       | PS    | Député sortant, maire de Langon                                                                    |
| 08 | Raymond Julien           |       | MRG   | Député sortant                                                                                     |
| 09 | Marcel Join              |       | PS    | Député sortant, conseiller municipal de Talence                                                    |
| 10 | Jean Sango               |       | PS    | Secrétaire de mairie, conseiller général du canton de Captieux                                     |
| 11 | Laure Lataste            |       | PS    | Adjointe au maire de Lormont                                                                       |
|    |                          |       |       | |
| 12 | Jean-Marie Billa         |       | PS    | Architecte, maire de Saint-Macaire                                                                 |
| 13 | François-Xavier Bordeaux |       | PS    | Cadre administratif, conseiller municipal de Bordeaux                                              |

### Opposition (RPR-UDF-CNI)
| N° | Candidats              | Parti | Parti    | Principales fonctions |
| -- | ---------------------- | ----- | -------- | --- |
| 01 | Jacques Chaban-Delmas  |       | RPR      | Député sortant, président du conseil régional et maire de Bordeaux, Président de la Communauté urbaine de Bordeaux          |
| 02 | Jean Valleix           |       | RPR      | Député sortant et maire du Bouscat                                                                                          |
| 03 | Aymar Achille-Fould    |       | UDF-CDS  | Conseiller général du Canton de Saint-Laurent-Médoc et maire de Saint-Laurent-Médoc, propriétaire-exploitant                |
| 04 | Gérard César           |       | RPR      | Conseiller général du Canton de Pujols, vice-président du conseil général et maire de Rauzan, viticulteur                   |
| 05 | Robert Cazalet         |       | UDF-PR   | Conseiller général du Canton d'Audenge, vice-président du conseil général et maire de Lège-Cap-Ferret, conseiller technique |
| 06 | Jean-Claude Dalbos     |       | RPR      | Conseiller général du Canton de Pessac-1, vice-président du conseil général et maire de Pessac , médecin                    |
| 07 | Hugues Martin          |       | RPR      | Conseiller général du Canton de Bordeaux-3 et adjoint au maire de Bordeaux, assureur-conseil                                |
| 08 | Francis Naboulet       |       | CNI      | Conseiller général du Canton de Sauveterre-de-Guyenne et maire de Daubèze, agriculteur                                      |
| 09 | Martine Moulin-Boudard |       | UDF-CDS  | Conseillère municipale de Bordeaux, avocat                                                                                  |
| 10 | Pierre Lataillade      |       | RPR      | Maire d'Arcachon et président du District d'Arcachon, professeur                                                            |
| 11 | François Gauthier      |       | UDF-PR   | Conseiller municipal de Langon, architecte                                                                                  |
|    |                        |       |          | |
| 12 | Gérard Castagnéra      |       | RPR      | Maire de Talence, médecin                                                                                                   |
| 13 | Daniel Picotin         |       | UDF-Rad. | Conseiller général du Canton de Saint-Ciers-sur-Gironde et conseiller municipal de Saint-Ciers-sur-Gironde, avocat          |

### Extrême droite (FN)
| N° | Candidats              | Parti | Parti | Principales fonctions                       |
| -- | ---------------------- | ----- | ----- | ------------------------------------------- |
| 01 | Pierre Sirgue          |       | FN    | Avocat au barreau de Bordeaux               |
| 02 | Jean Blancan           |       | FN    | Professeur                                  |
| 03 | Marcel Vauthier        |       | FN    | Exploitant agricole, maire de Saint-Émilion |
| 04 | Jacques Labégorre      |       | FN    | Médecin                                     |
| 05 | Paulette Santoni       |       | FN    | Décoratrice                                 |
| 06 | Claude Castaneira      |       | FN    | Professeur                                  |
| 07 | Denise Verdier         |       | FN    | Agricultrice                                |
| 08 | Bertrand Dupont        |       | FN    | Visiteur médical                            |
| 09 | Alain de Peretti       |       | FN    | Vétérinaire                                 |
| 10 | Florence Elvira Martin |       | FN    | Secrétaire de direction                     |
| 11 | Philippe Sol           |       | FN    | Élève avocat                                |
|    |                        |       |       |                                             |
| 12 | Alain Naga             |       | FN    | Artisan                                     |
| 13 | Émile Bireloze         |       | FN    | Officier en retraite                        |

### Extrême droite (FON)
| N° | Candidats                  | Parti | Parti | Principales fonctions   |
| -- | -------------------------- | ----- | ----- | ----------------------- |
| 01 | Bernard Michelet           |       | FON   | Assureur                |
| 02 | Pierrette Le Pen           |       | FON   |                         |
| 03 | Patrick Barus              |       | FON   | Enseignant              |
| 04 | Viviane Mengelle           |       | FON   | Responsable financier   |
| 05 | Jacques Philippon          |       | FON   | Retraité                |
| 06 | Marie-Jacqueline Labrouche |       | FON   |                         |
| 07 | Émile-Ludovic Sévilla      |       | FON   | Agent du secteur public |
| 08 | Jacqueline Andréa          |       | FON   |                         |
| 09 | Didier Collenot            |       | FON   | Expert                  |
| 10 | Renée Auguste              |       | FON   |                         |
| 11 | Jean Marcilly              |       | FON   | Écrivain et journaliste |
|    |                            |       |       |                         |
| 12 | Arnold Irigaray            |       | FON   | Imprimeur               |
| 13 | Brigitte Maurange          |       | FON   |                         |

### Sans étiquette
| N° | Candidats               | Parti | Parti | Principales fonctions                |
| -- | ----------------------- | ----- | ----- | ------------------------------------ |
| 01 | Jean-Pierre Roche       |       | SE    | Président de l'Entente               |
| 02 | Marie-Christine Bellocq |       | SE    | Mère de famille                      |
| 03 | Florence Baïs           |       | SE    | Secrétaire                           |
| 04 | Philippe Aïni           |       | SE    | Peintre sculpteur                    |
| 05 | Philippe Soussens       |       | SE    | Commerçant                           |
| 06 | Anne Keller             |       | SE    | Secrétaire générale d'association    |
| 07 | Marie-José Aparicio     |       | SE    | Contrôleuse radio PTT                |
| 08 | Didier Deleers          |       | SE    | Agent commercial                     |
| 09 | Francis Sam Hazzan      |       | SE    | Programmeur                          |
| 10 | Stéphanie Reillat       |       | SE    | Secrétaire de direction              |
| 11 | Maryse Valentin         |       | SE    | Chargée de relations publiques       |
|    |                         |       |       |                                      |
| 12 | Ambroisine Artigau      |       | SE    | Directrice de centre d'hydrothérapie |
| 13 | Christian Barbier       |       | SE    | Directeur d'entreprise               |

## Résultats

### Résultats à l'échelle du département
| Liste Parti politique | Liste Parti politique                                                                                               | Tête de liste         | Tour unique | Tour unique | Sièges |
| Liste Parti politique | Liste Parti politique                                                                                               | Tête de liste         | Voix        | %           | Sièges |
| --------------------- | --- | --------------------- | ----------- | ----------- | ------ |
|                       | Liste de l'union de l'opposition pour la Gironde et la France Rassemblement pour la République (UDF - CNI)          | Jacques Chaban-Delmas | 248 198     | 43,11       | 5      |
|                       | Pour une majorité de progrès avec le président de la République Parti socialiste (MRG)                              | Catherine Lalumière   | 210 883     | 36,63       | 4      |
|                       | Liste de Rassemblement national présentée par le Front national Front national                                      | Pierre Sirgue         | 45 744      | 7,95        | 1      |
|                       | Liste présentée par le Parti communiste français Parti communiste français                                          | Michel Peyret         | 44 097      | 7,66        | 1      |
|                       | Liste de l'Entente Sans étiquette                                                                                   | Jean-Pierre Roche     | 10 019      | 1,74        | 0      |
|                       | Liste Lutte ouvrière Lutte ouvrière                                                                                 | Jean-François Mas     | 7 204       | 1,25        | 0      |
|                       | Front d'opposition national pour la préférence nationale Extrême droite (diss. Front national)                      | Bernard Michelet      | 5 192       | 0,90        | 0      |
|                       | Liste du Mouvement pour un parti des travailleurs Gironde Extrême gauche (Mouvement pour un parti des travailleurs) | Claude Raymond        | 2 689       | 0,47        | 0      |
|                       | Liste de la LCR Ligue communiste révolutionnaire                                                                    | Alain Remoiville      | 1 657       | 0,29        | 0      |
|                       | |                       |             |             |        |
| Inscrits              | Inscrits | Inscrits              | 763 802     | 100,00      | 11     |
| Abstentions           | Abstentions | Abstentions           | 167 120     | 21,88       |        |
| Votants               | Votants | Votants               | 596 682     | 78,12       |        |
| Blancs et nuls        | Blancs et nuls | Blancs et nuls        | 20 999      | 3,52        |        |
| Exprimés              | Exprimés | Exprimés              | 575 683     | 96,48       |        |